# SeaWind Line

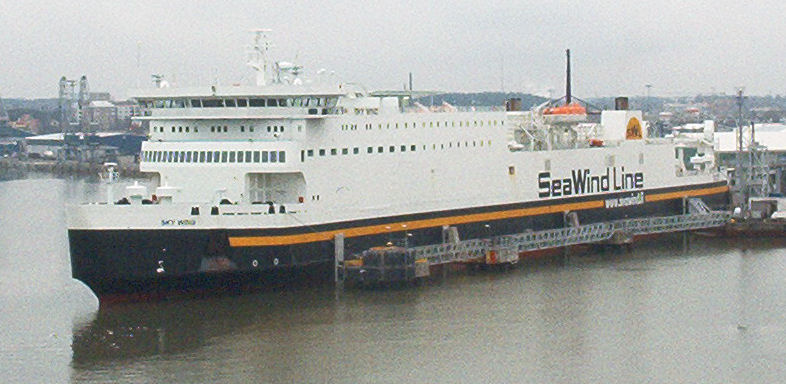
Sky Wind, bei Turku, 2005

SeaWind Line war eine finnische Reederei, die drei Frachtschiffe auf den Strecken von Turku über Långnäs nach Stockholm betrieben hat. SeaWind Line war eine Tochtergesellschaft der Silja Oy Ab, der größten Schifffahrtsgesellschaft in der Ostsee.
Die Flotte des Unternehmens fuhr unter schwedischer Flagge und bot lange Zeit in kleinem Umfang auch Passagierplätze an, zum 1. Januar 2008 wurde der Privatkundenverkehr jedoch eingestellt.
- Sky Wind (Turku-Långnäs-Stockholm)
- Sea Wind (Turku-Långnäs-Stockholm)